# 圣西路圣殿
圣西路圣殿（Basilica di San Siro）是一座罗马天主教宗座圣殿，位于意大利热那亚。这时该市最古老的教堂之一，靠近圣母领报圣殿，供奉圣西路主教。该堂曾为热那亚教区的主教座堂，但因位于城墙外，易受萨拉森人劫掠，主教座堂遂迁往圣老楞佐主教座堂。